# مهرجان عنابة للفلم المتوسطي 2016
مهرجان عنابة للفيلم المتوسطي 2016 وهي الطبعة الثانية لمهرجان عنابة للفيام المتوسطي وجرت فعاليتها في أكتوبر 2016 تحت شعار''إنسانية الصورة صورة الإنسانية'' وعرض 35 فيلم  ممثلا عن دولة 17 دولة  وكان ضيف شرف الطبعة دولة إيران أي كانت فرصة سانحة للتعرف عليها من قبل الجمهور وتم عرض الفيلم الإيراني ناهد  في الحفل الإفتتاحي

## فعاليات

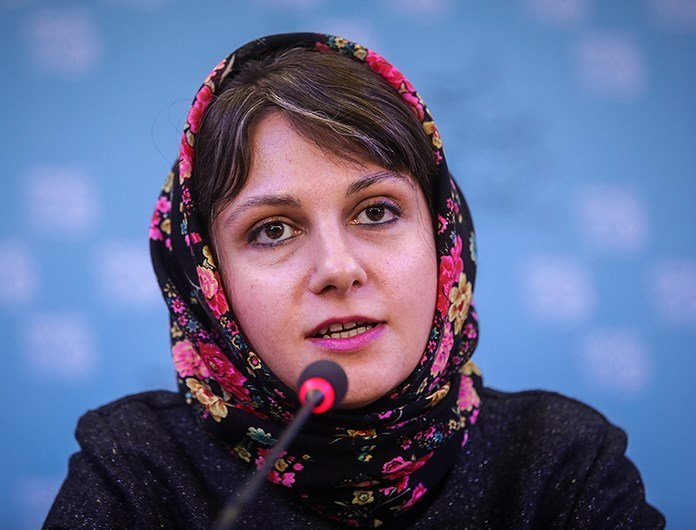
آيدا بناهنده

أتاح مهرجان عنابة فرصة للجنهور الجزائري التعرف على العديد من الفعاليات الثقافية مثل التعرف على البرنامج الثقافي البريطاني وإحياء الدكرى 400 لرحيل وليام شيكسبير .
وتم تكريم الراحلة التونسية كلثوم برناز إضافة للتعريف بالسينما الإيرانية وتكريم مخرجها الراحل عباس كياروستامي كما عرض في إفتتاح المهرجان الفيلم الإيراني ناهد للمخرجة آيدا بناهنده وبطولة الممثلة سارا بيات والممثل بجمان بازغي ويتطرق الفيلم للمشاكل التي تعانيها المرأة الإيرانية في حياتها اليومية 

## الجوائز

### الفيلم الروائي الطويل
|    | الجائزة        | الفيلم             |                  | الدولة  |
| -- | -------------- | ------------------ | ---------------- | ------- |
| 01 | الجائزة الكبرى | الآن يمكنهم المجيء | سالم براهيمي     | الجزائر |
| 02 | أحسن ممثل      | الآن يمكنهم المجيء | أمازيغ كاتب      | الجزائر |
| 03 | أحسن ممثلة     | 3000 ليلة          | ميساء عبد الهادي | فلسطين  |
| 04 | أحسن سيناريو   | ياطير الطاير       | هاني أبو أسعد    | فلسطين  |
| 05 | جائزة التحكيم  | دستور              | ماركو سونتاريلي  | إيطاليا |

### الفيلم الروائي القصير
|    | الحائزة        | فيلم           |                 | الدولة  |
| -- | -------------- | -------------- | --------------- | ------- |
| 01 | الجائزة الكبرى | آسف            | حراث عبد الرحمن | الجزائر |
| 02 | أحسن فيلم      | القطعة الناقصة |                 |         |

### الفيلم الوثائقي
|    | الجائزة        | فيلم         |            | الدولة  |
| -- | -------------- | ------------ | ---------- | ------- |
| 01 | الجائزة الكبرى | سمير في غبار | محمد أوزين | الجزائر |
| 02 | تنويه          | مجزرة        | مهدي بكار  | الجزائر |

## وصلة خارجية
- محطات مهرجان عنابة